# Alisma gramineum
Alisma gramineum là một loài thực vật có hoa trong họ Alismataceae. Loài này được Lej. mô tả khoa học đầu tiên năm 1811.